# Cixius pilosella
Cixius pilosella är en insektsart som beskrevs av Matsumura 1914. Cixius pilosella ingår i släktet Cixius och familjen kilstritar. Inga underarter finns listade i Catalogue of Life.